# کاپتیوا (فلوریدا)
کاپتیوا (به انگلیسی: Captiva) یک منطقهٔ مسکونی در ایالات متحده آمریکا است که در شهرستان لی، فلوریدا واقع شده‌است. کاپتیوا ۲۷٫۲ کیلومتر مربع مساحت و ۳۷۹ نفر جمعیت دارد و ۰ متر بالاتر از سطح دریا واقع شده‌است.